# 陶基
陶基（?—?），字叔先，丹阳郡秣陵县（治今江苏省南京市江宁区南秣陵镇）人。三国时代孙吴官员。其子孫四世為交州長官，治理當地近八十年。

## 生平
陶基在孙吴时任交州刺史。当时交州的夷人不懂礼义，男女间没有婚姻观念，生下的小孩有的不知生父。陶基到任後，教导当地百姓，婚姻之道、父子之恩，道之以礼，齐之以刑，开设学校，教化人民。陶基安葬在当涂县横山麓。

## 家庭
陶基三子
1. 陶璜：吴前将军、交州牧。其子陶融、陶威、陶淑[3]。
2. 陶濬：吴镇南大将军、荆州牧。其子陶湮、陶猷。
3. 陶抗：晉太子中庶子。其子陶回[4]

- 陶基从孙陶延，字世赏，陶基的从子在广州生陶延，官至晋朝伏波将军。[5]